# Michael Rangel
Michael Rangel (sinh 8 tháng 3 năm 1991) là một cầu thủ bóng đá Colombia thi đấu ở vị trí tiền đạo cho Kasımpaşa SK.